# Universidad de Neuchâtel

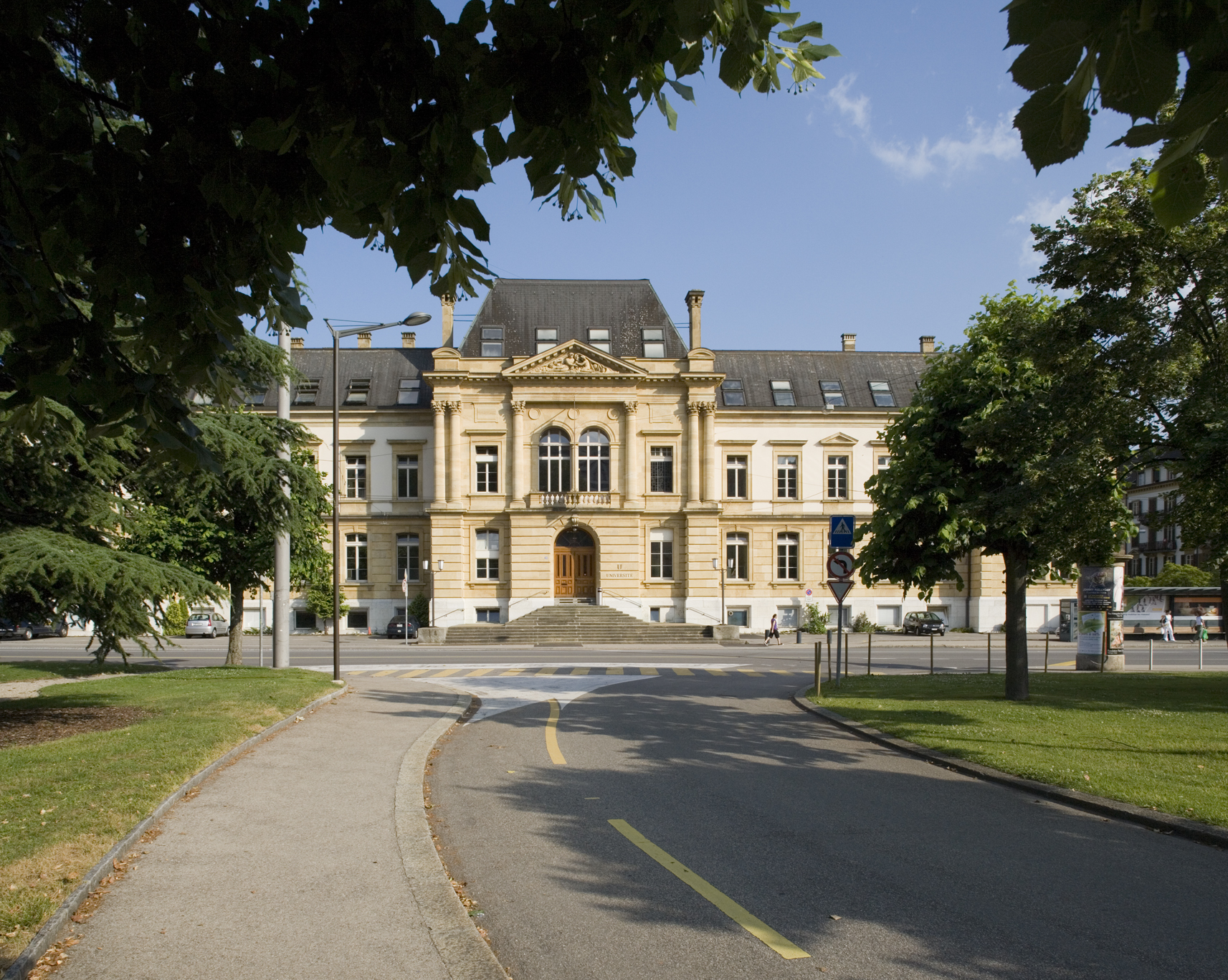

La Universidad de Neuchâtel (del francés: Université de Neuchâtel) es la principal universidad de la ciudad suiza de Neuchâtel. Fue fundada en el año 1838.

## Historia

### Fechas clave
- 1701: El teólogo y pastor Jean-Frédéric King James (1663-1747) comienza a dar una formación teológica a los futuros pastores. Esta enseñanza no se interrumpirá hasta la creación de la Facultad de Teología en 1833.

- 1732: La ciudad crea una cátedra de Filosofía y confía primero al filósofo Louis Bourguet (1.678-1742)), y luego a Leibniz y a Réaumur. Esta cátedra pronto será seguida por un puesto de "Belles Letters", puesto ocupado por el pastor Federico Guillermo de Montmollin (1709-1.783), futuro rival de Jean-Jacques Rousseau.

- 1833: La Compañía de Jesús crea dos cátedras de Teología y así se fundó la Facultad de Teología, que se incorporará posteriormente en la Universidad.

- 1837: El gobierno de Neuchâtel pide al rey de Prusia Federico Guillermo III la creación de una Academia. Con fecha 24 de mayo de 1837 envió escrito a la Corte, solicitando al soberano que liberase los fondos necesarios para una Academia.

- 1838: El Gabinete accede a dar los fondos necesarios (Decreto Real de 17 de marzo) y se crea la Academia.

- 1840-1841: Primer año académico oficial de la Universidad de Neuchâtel.

- 1843: A final de año, primera promoción de graduados de la Academia (Bachelor of Arts).

- 1848: Por razones políticas, el Gran Consejo (Suiza) decreta el cierre de la Academia (17 de junio de 1848).

- 1866: Ley de Educación Superior para la creación de la segunda Academia. Se crean las facultades de Humanidades, de Ciencias y de Derecho (la Facultad de Teología se integrará en 1873).

- 1909: Decreto del Gran Consejo de 18 de mayo. La Academia se convierte en Universidad.

- 1910: Ley de Educación Superior que permite la apertura de una sección de Ciencias Comerciales y para ofrecer a los estudiantes la oportunidad de acceder al doctorado en todas las facultades.

- 1919: Constitución de la Federación de Estudiantes de Neuchâtel (FEN).

- 1963: Nueva ley de universidades.

## Personalidades ligadas a la universidad
- Jean Piaget, psicólogo, y epistemólogo
- William Hatcher, matemático
- Pierre Bovet, psiquiatra y pedagogo
- Arnold Henri Guyot, geólogo y geógrafo
- Martin Dibelius, teólogo
- Louis Agassiz, paleontologo y glaciólogo
- Johann Jakob Tschudi, naturalista
- Denis de Rougemont, escritor
- Roger Masson, jefe del servicio de información suizo
- Fritz de Quervain, cirujano
- Arnold van Gennep, etnólogo
- Dick Marty, jurista y político suizo
- Jean-Frédéric Jauslin, director de la oficina federal de cultura de Suiza
- Élisée Reclus, anarquista francés
- Renzo Modesti, poeta y crítico de arte
- Denise Berthoud, miembro del Comité de la Cruz Roja
- Yadolah Dodge, estadista iraní
- Albert Schinz, filósofo americano
- Robert Forrest Burgess, fotógrafo e scrittore
- Mohammad Mossadeq, primer ministro iraní
- Michel Luc, zoólogo
- Denis Miéville, matemático
- Alain Berset. consejero federal suizo
- Max Petitpierre, consejero federal suizo
- Pierre Aubert, consejero federal suizo
- Pierre Graber, consejero federal suizo
- Amélie Plume, escritora
- Rosario Murillo, poetisa
- Fernand Brunner, filósofo
- François Grosjean, psicolingüista
- Edmond Privat, escritor
- Yann Richter, político suizo
- Pierre du Bois de Dunilac, politólogo
- Unal Aysal, propietario del Galatasaray
- Hans Christian Henriksen, hombre de negocios noruego
- Mimi Khalvati, poetisa iraní
- Maurice Kottelat, ictiologista
- Gertrud Theiler, parasitologa
- Alison Wolf, economista
- Ye Peijian, ingeniera aeroespacial
- Bernabé Fernández Canivell poeta español

## Doctorhonoris causa
- Ernest Ansermet
- Friedrich Dürrenmatt
- Paul Lacombe
- Yves Bonnefoy
- Robert Darnton
- Pierre Hadot
- Gerd Theissen
- Jean Starobinski
- David S. Landes
- David Cox
- Gerhard Ebeling
- Nicolas Hayek
- Christophe Brandt
- Giuliano Amato
- Joseph Deiss
- Mario Botta
- Kofi Annan
- Leonardo Boff
- Robert Badinter
- Roger Chartier